# Amy Goodman

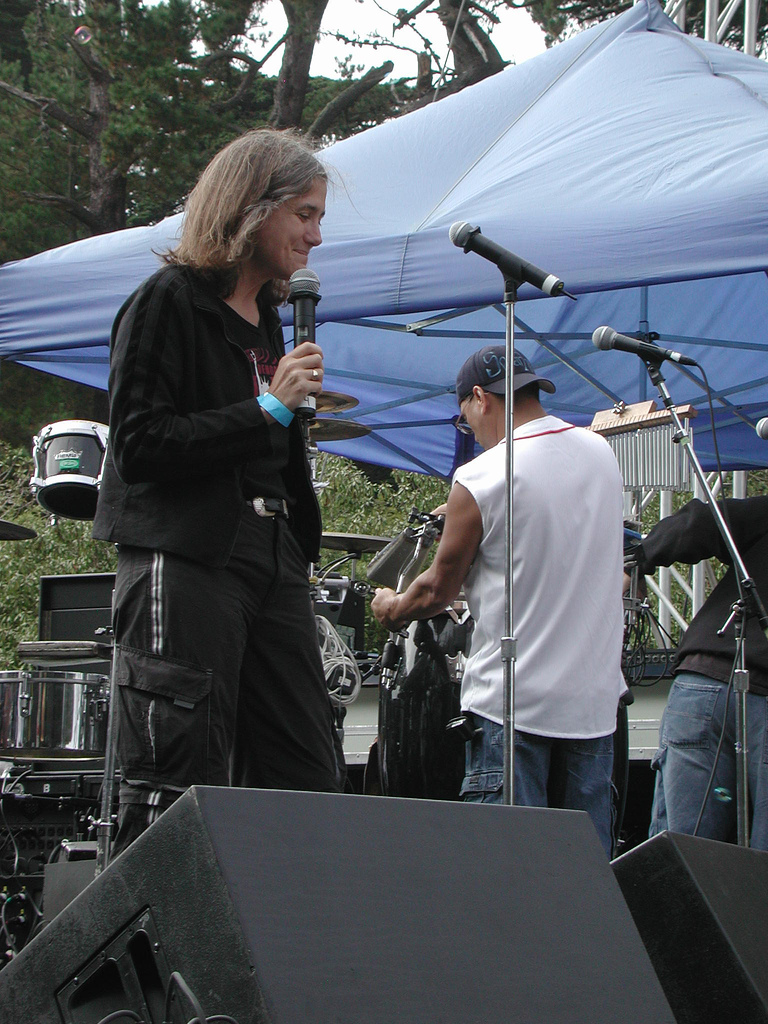
Amy Goodman (San Francisco, 2004)

Amy Goodman (ur. 13 kwietnia 1957) – amerykańska dziennikarka i publicystka. Pochodzi z rodziny ortodoksyjnych Żydów. Jej dziadek ze strony matki był rabinem. Współtwórczyni programu Democracy Now! (w 1996), laureatka nagrody Right Livelihood.
Goodman jest znana z informowania opinii publicznej o działaniach ruchów społecznych i z wspierania niezależnych mediów. Zajmuje się również dziennikarstwem śledczym - informowała o naruszeniach praw człowieka w Timorze Wschodnim i Nigerii.
Autorka pięciu książek:
- The Exception to the Rulers: Exposing Oily Politicians, War Profiteers, and the Media That Love Them, 2004, ISBN 1-4013-0131-2 (wspólnie z Davidem Goodmanem)
- Static: Government Liars, Media Cheerleaders, and the People who Fight Back, 2006, ISBN 1-4013-0293-9 (wspólnie z Davidem Goodmanem)
- Standing up to the Madness: Ordinary Heroes in Extraordinary Times, 2008, ISBN 1-4013-2288-3 (wspólnie z Davidem Goodmanem)
- Breaking the Sound Barier 2011, ISBN 978-1-931859-99-8
- The Silenced Majority: Stories of Uprisings, Occupations, Resistance, and Hope, 2012, ISBN 1-6084-6231-5

W 2008 jako pierwsza dziennikarka uhonorowana nagrodą Right Livelihood – „za rozwój nowego modelu politycznie niezależnego dziennikarstwa i udostępnienie milionom ludzi alternatywnych opinii, często wykluczanych przez media głównego nurtu”.